# Maximiliano Pellegrino
Maximiliano Nicolás Pellegrino Luna (Leones, Córdoba, Argentina, 26 de enero de 1980) es un exfutbolista argentino que jugaba de defensor central.

## Trayectoria
Maximiliano Pellegrino fue habitual en las alineaciones de Vélez Sarsfield desde su debut en el equipo en 1999 hasta su venta en 2007. Fue titular en el Torneo Clausura 2005 que ganó Vélez Sarsfield, su único título profesional, haciendo dupla central con Fabricio Fuentes. Durante el mercado invernal de 2007 fue pretendido por el Benfica de Portugal para reemplazar a Ricardo Rocha pero los dirigentes de ambos clubes no llegaron a un acuerdo por el pase. Sin embargo, para la temporada 2007-08 fue finalmente vendido al fútbol europeo, específicamente al Atalanta de Italia, club en el que se desempeñó hasta el año 2010. Para la temporada 2010-11 es fichado por el AC Cesena de la Serie A de Italia.
Para el Torneo Apertura 2011 de Argentina firma con el Club Atlético Colón de Santa Fe.

## Clubes
| Club                 | País      | Año           |
| -------------------- | --------- | ------------- |
| Vélez Sarsfield      | Argentina | 1999-2007     |
| Atalanta             | Italia    | 2007-2010     |
| → AC Cesena (cedido) | Italia    | 2010-2011     |
| Colón                | Argentina | 2011-2013     |
| All Boys             | Argentina | 2013-2015     |
| Sarmiento de Leones  | Argentina | 2017-presente |

### Estadísticas
Actualizado al 15 de noviembre de 2015
| Club                      | Temporada           | Liga  | Liga  | Copa Nacional | Copa Nacional | Copa Internacional | Copa Internacional | Total | Total |
| Club                      | Temporada           | Part. | Goles | Part.         | Goles         | Part.              | Goles              | Part. | Goles |
| ------------------------- | ------------------- | ----- | ----- | ------------- | ------------- | ------------------ | ------------------ | ----- | ----- |
| Vélez Sarsfield Argentina | 1999/00             | 9     | 0     | -             | -             | ?                  | ?                  | 9     | 0     |
| Vélez Sarsfield Argentina | 2000/01             | 5     | 1     | -             | -             | ?                  | ?                  | 5     | 1     |
| Vélez Sarsfield Argentina | 2001/02             | 1     | 0     | -             | -             | ?                  | ?                  | 1     | 0     |
| Vélez Sarsfield Argentina | 2002/03             | 22    | 1     | -             | -             | ?                  | ?                  | 22    | 1     |
| Vélez Sarsfield Argentina | 2003/04             | 30    | 2     | -             | -             | ?                  | ?                  | 30    | 2     |
| Vélez Sarsfield Argentina | 2004/05             | 37    | 2     | -             | -             | ?                  | ?                  | 37    | 2     |
| Vélez Sarsfield Argentina | 2005/06             | 16    | 0     | -             | -             | ?                  | ?                  | 16    | 0     |
| Vélez Sarsfield Argentina | 2006/07             | 28    | 3     | -             | -             | ?                  | ?                  | 28    | 3     |
| Vélez Sarsfield Argentina | Total               | 148   | 9     | -             | -             | 28                 | 2                  | 176   | 11    |
| Atalanta · Italia         | 2007/08             | 26    | 1     | -             | -             | -                  | -                  | 26    | 1     |
| Atalanta · Italia         | 2008/09             | 13    | 1     | -             | -             | -                  | -                  | 13    | 1     |
| Atalanta · Italia         | 2009/10             | 6     | 0     | 1             | 0             | -                  | -                  | 7     | 0     |
| Atalanta · Italia         | Total               | 45    | 2     | 1             | 0             | -                  | -                  | 46    | 2     |
| AC Cesena · Italia        | 2010/11             | 30    | 0     | 1             | 0             | -                  | -                  | 31    | 0     |
| AC Cesena · Italia        | Total               | 30    | 0     | 1             | 0             | -                  | -                  | 31    | 0     |
| Colón Argentina           | 2011/12             | 33    | 1     | 1             | 0             | -                  | -                  | 34    | 1     |
| Colón Argentina           | 2012/13             | 23    | 0     | 1             | 0             | 2                  | 0                  | 26    | 0     |
| Colón Argentina           | Total               | 56    | 1     | 2             | 0             | 2                  | 0                  | 60    | 1     |
| All Boys Argentina        | 2012/13*            | *     | *     | 1             | 0             | -                  | -                  | 1     | 0     |
| All Boys Argentina        | 2013/14             | 8     | 0     | 1             | 0             | -                  | -                  | 9     | 0     |
| All Boys Argentina        | 2014                | 13    | 0     | -             | -             | -                  | -                  | 13    | 0     |
| All Boys Argentina        | 2015                | 39    | 3     | 1             | 0             | -                  | -                  | 40    | 3     |
| All Boys Argentina        | Total               | 54    | 3     | 3             | 0             | -                  | -                  | 57    | 3     |
| Total en su carrera       | Total en su carrera | 333   | 15    | 7             | 0             | 30                 | 2                  | 370   | 17    |

* La Copa Argentina 2012/2013 se siguió jugando en la temporada 2013/2014.

## Palmarés

### Campeonatos nacionales
| Título           | Club            | País      | Año    |
| ---------------- | --------------- | --------- | ------ |
| Primera División | Vélez Sarsfield | Argentina | C-2005 |

## Vida personal
Es el hermano menor del exjugador de fútbol Mauricio Pellegrino.